# 又新镇
又新镇，是中华人民共和国四川省成都市金堂縣下辖的一个乡镇级行政单位。

## 行政区划
又新镇下辖以下地区：
蔡家河社区、祝新村、净乐村、白鹤村、宝鼎村、三元村、金龟桥村、红缘村、永乐村、柏山村、油房堰村、太安村和万安村。